# Gabrielle Douglas
Gabrielle Christina Victoria „Gabby“ Douglas (* 31. Dezember 1995 in Virginia Beach, Virginia) ist eine US-amerikanische Turnerin. Sie turnte bei Liang Chow, der auch Shawn Johnson trainiert hat. Bei den Olympischen Sommerspielen 2012 gewann sie zwei Goldmedaillen im Mannschafts- und Einzelmehrkampf. Damit ist sie die erste Afroamerikanerin, die diese Disziplin gewann.

## Sportliche Karriere
An ihrem Spezialgerät, dem Stufenbarren, konnte sie 2010 bei den Pan American Championships und 2012 bei den Pacific Rim Championships zwei Siege feiern.
Nachdem sie 2011 in den Erwachsenenbereich gewechselt hatte, gewann sie bei den Turn-Weltmeisterschaften 2011 mit der US-amerikanischen Mannschaft die Goldmedaille. Im olympischen Gerätturnen 2012 holte die 16-jährige Douglas in London zweifaches olympisches Gold mit der US-Mannschaft und im Einzelmehrkampf. In den Einzelwettbewerben am Stufenbarren und am Schwebebalken konnte sie keine weitere Medaille erreichen.
2015 kehrte sie zum Spitzensport zurück und gewann bei den Weltmeisterschaften in Glasgow die Goldmedaille im Teammehrkampf und die Silbermedaille im Einzelmehrkampf.
Bei den Olympischen Sommerspielen 2016 gewann Douglas olympisches Gold mit der US-Mannschaft.

## Missbrauch im US-Turn-Team
Im November 2017 machte Douglas im Zuge der #MeToo-Kampagne öffentlich, dass sie vom ehemaligen Teamarzt des amerikanischen Turnteams, Larry Nassar, missbraucht worden war. Im Zuge der MeToo-Kampagne machte Mitte Oktober 2017 McKayla Maroney öffentlich, dass auch sie ein Opfer Nassars geworden war. Anfang November folgte Aly Raisman und im Januar 2018 auch Simone Biles diesem Beispiel.
Bereits im August 2016 hatte die Zeitung Indystar über den Missbrauch durch Nassar berichtet. Kurz darauf erstatteten die ehemalige Turnerin Rachael Denhollander und eine Olympia-Medaillengewinnerin, deren Name anonym blieb, Anzeige gegen Nassar. Im Februar 2017 berichtete Jamie Dantzscher über den Missbrauch durch den Teamarzt. Im April 2017 wurde bekannt, dass Dutzende weitere Mädchen von Nassar missbraucht worden waren.
Mitte Dezember 2021 sprach ein Gericht in Indianapolis den Opfern des Missbrauchsskandals eine Entschädigung in Höhe von insgesamt 380 Millionen US-Dollar zu. Die Summe deckt die Forderungen von hunderten Frauen, muss allerdings nicht von Nassar, sondern vom Turnverband aufgebracht werden. Neben einer Entschuldigung ließ dessen Präsidentin verlautbaren, verschiedene Maßnahmen zu ergreifen, um die Sicherheit der Sportlerinnen und Sportler zu gewährleisten. Nassar selbst musste sich insgesamt drei Gerichtsurteilen stellen, die eine Gefängnisstrafe von 175 Jahren vorsehen.

## Auszeichnungen
- Associated Press Sportlerin des Jahres: 2012